# كاميلو توريس ريستريبو
كاميلو توريس ريستريبو(بالإسبانية: Camilo Torres) هو أستاذ جامعي وبارتيزان وثوري وكاتب وسياسي كولومبي، ولد في 3 فبراير 1929 في بوغوتا في كولومبيا، وتوفي في 15 فبراير 1966 في San Vicente de Chucurí ‏ في كولومبيا.
طوال حياته ، حاول كاميلو التوفيق بين الماركسية الثورية والإيمان الكاثوليكي. تسبب نشاطه الاجتماعي واستعداده للتعاون مع الماركسيين في بعض المشاكل.
توفي توريس في 15 فبراير 1966 في باتيو سيمينتو ، بعد قتال مع قوات اللواء الخامس من بوكارامانغا ، بقيادة العقيد ألفارو فالنسيا توفار ، الذي كان ، من سخرية القدر ، صديق طفولته قبل سنوات.

## انظر ایضا
- شيوعية مسيحية

## وصلات خارجية
- كاميلو توريس ريستريبو على موقع الموسوعة البريطانية (الإنجليزية)
- كاميلو توريس ريستريبو على موقع مونزينجر (الألمانية)